# Opération Espadon (opération militaire)
Pour les articles homonymes, voir Opération Espadon.
L'opération Espadon est une opération militaire française réalisée du 31 mai au 4 juin 1997 par les Commandos marine du commando de Montfort (forces spéciales françaises) pour évacuer les ressortissants français lors de la guerre civile sierra-léonaise.
Le 2 juin, 20 hommes Commandos marine du commando de Montfort sont envoyés sur place pour le sauvetage de près d'un millier de personnes de 21 nationalités différentes. Ces personnes seront rapatriées sur l’aviso Jean Moulin et la frégate Germinal pour être débarquées à Conakry, en Guinée.